# Phare de Knarrarós
Le phare de Knarrarós (en islandais : Knarrarósviti) est un phare situé à l'est de Stokkseyri dans la région de Suðurland en Islande.